# روشی ولز
روشی ولز (انگلیسی: Rhoshii Wells; ۳۰ دسامبر ۱۹۷۶ – ۱۱ اوت ۲۰۰۸) بوکسور اهل ایالات متحده آمریکا بود.